# Монтинян
Монтинян (словен. Montinjan) — поселення в общині Копер, Регіон Обално-крашка, Словенія. Висота над рівнем моря: 147,7 м.